# Termy rzymskie w Warnie
Termy rzymskie w Warnie (bułg. Римски терми, trb. Rimski termi) – kompleks starożytnych łaźni rzymskich (term) znajdujący się w południowo-wschodniej części współczesnego miasta Warna, w Bułgarii. Łaźnie zostały zbudowane pod koniec II wieku n.e. i są czwartymi co do wielkości zachowanymi rzymskimi termami w Europie i największymi na Półwyspie Bałkańskim.

## Opis

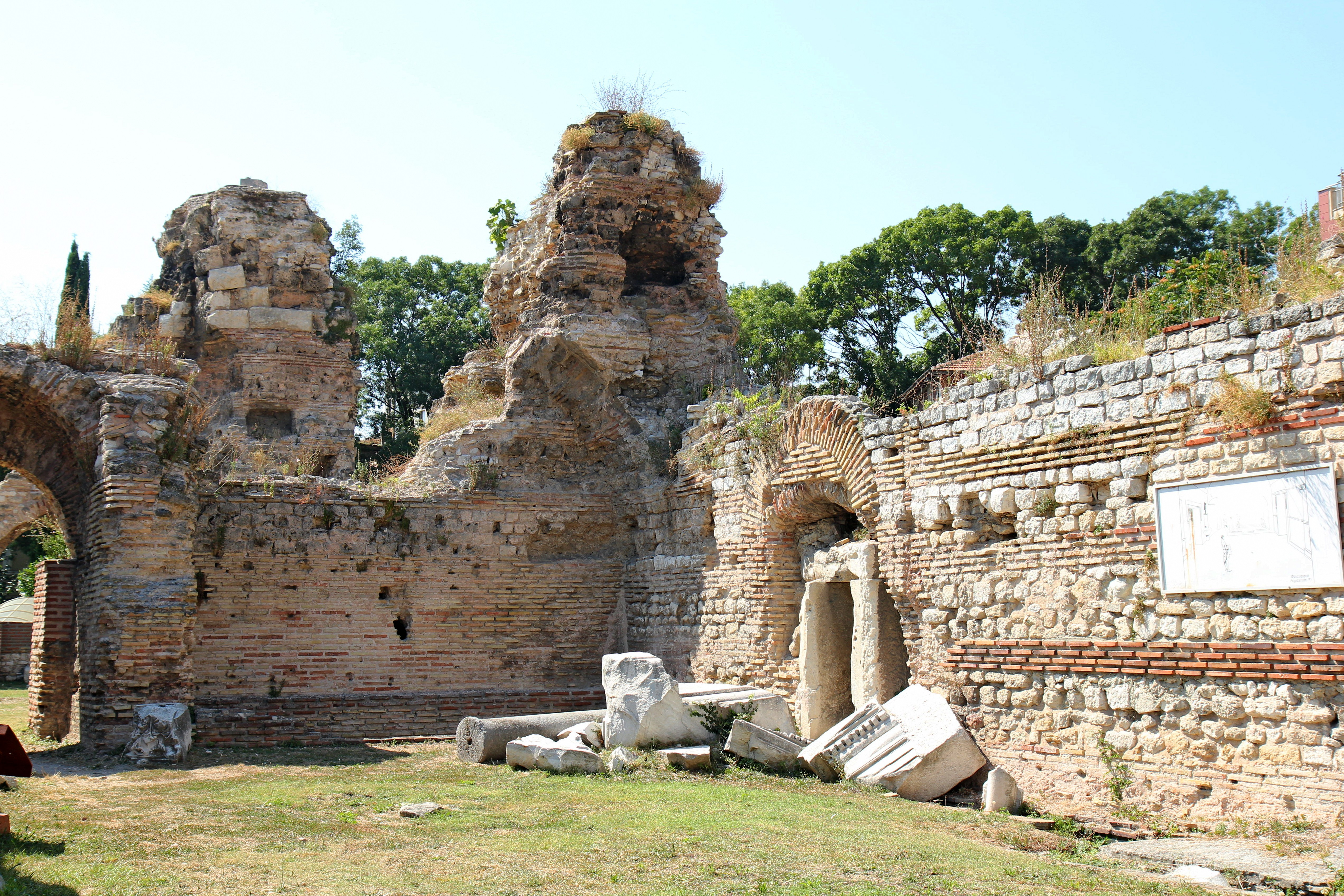
Ruiny term rzymskich w Warnie

Pozostałości rzymskich term znajdują się w południowo-wschodniej części współczesnej Warny, na terenie założonej około 570 r. p.n.e. kolonii greckiej Odessos. Łaźnie mają powierzchnię około 7000 m², zachowane mury w niektórych miejscach osiągają wysokość 22 m. Pod względem powierzchni są czwartymi co do wielkości spośród zachowanych term w Europie, po Termach Karakalli i Termach Dioklecjana w stolicy cesarstwa, Rzymie oraz łaźniach w Trewirze. Termy są największymi w regionie Bałkanów i największym zachowanym starożytnym budynkiem na terenie dzisiejszej Bułgarii. Łaźnie funkcjonowały do końca III wieku. Pełniły ważną funkcję społeczną w starożytnym Odessos. Wyposażone były w wiele udogodnień, w tym apodyterium, frigidarium, tepidarium i caldarium, a także palestrę. Ogrzewanie zapewniono za pomocą hypokaustum. System ogrzewania połączony był z podwójną podłogą i specjalnymi wnękami odprowadzającymi ciepłe powietrze na górę budynku. Termy wybudowano w pobliżu ciepłych źródeł mineralnych, które do dziś są wykorzystywane w Warnie. W XIX wieku podziemia łaźni służyły jako więzienie.